# Hylocereus megalanthus
Hylocereus megalanthus là một loài thực vật có hoa trong họ Cactaceae. Loài này được (K. Schum. ex Vaupel) Ralf Bauer mô tả khoa học đầu tiên năm 2003.

## Hình ảnh

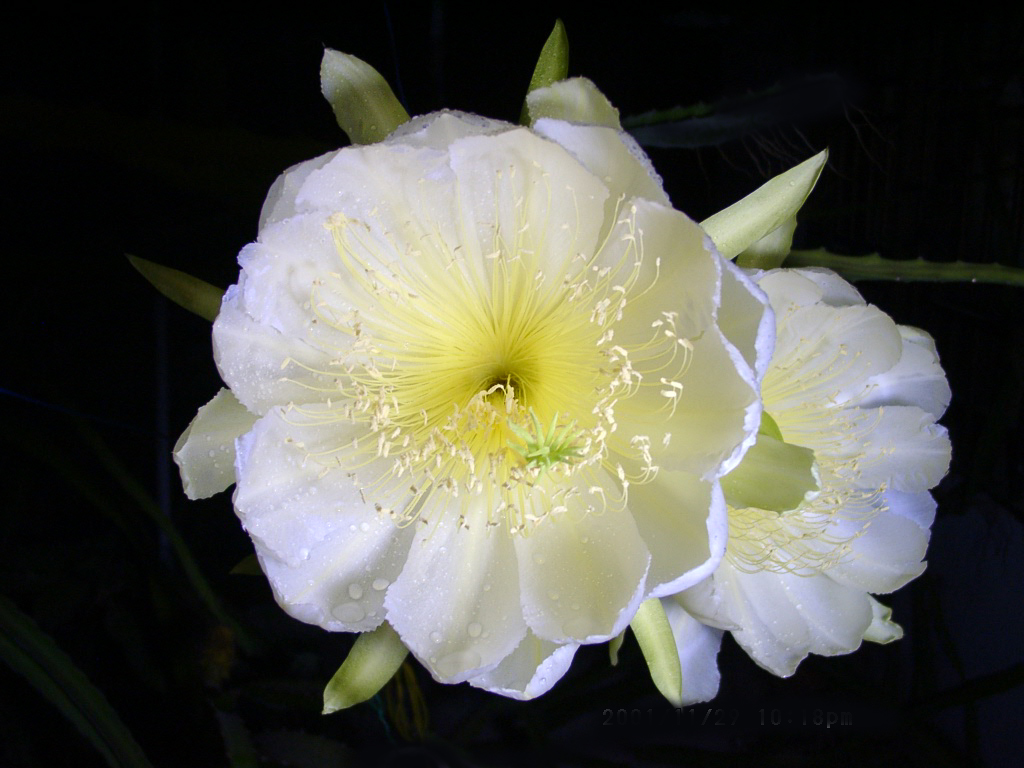
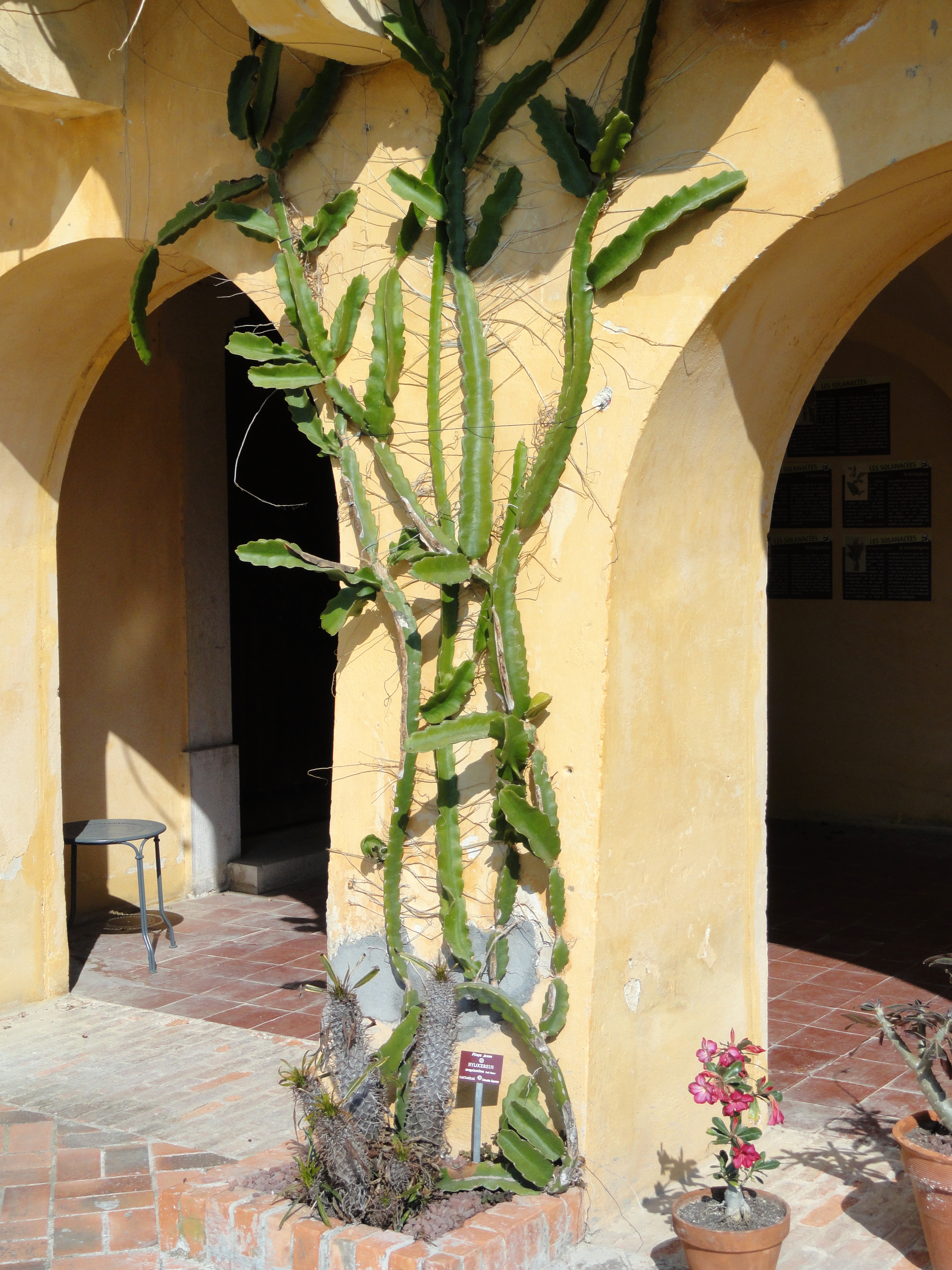
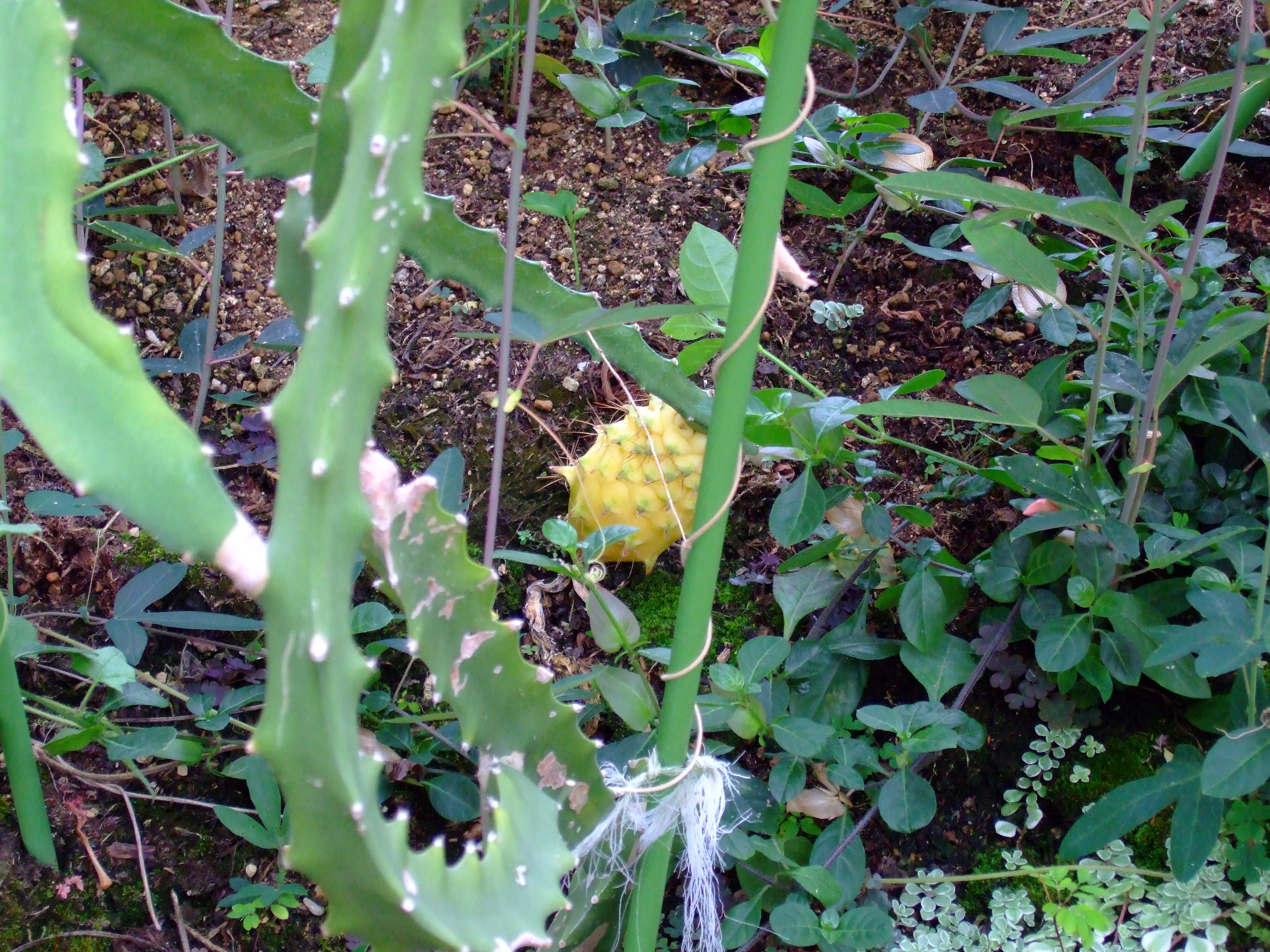
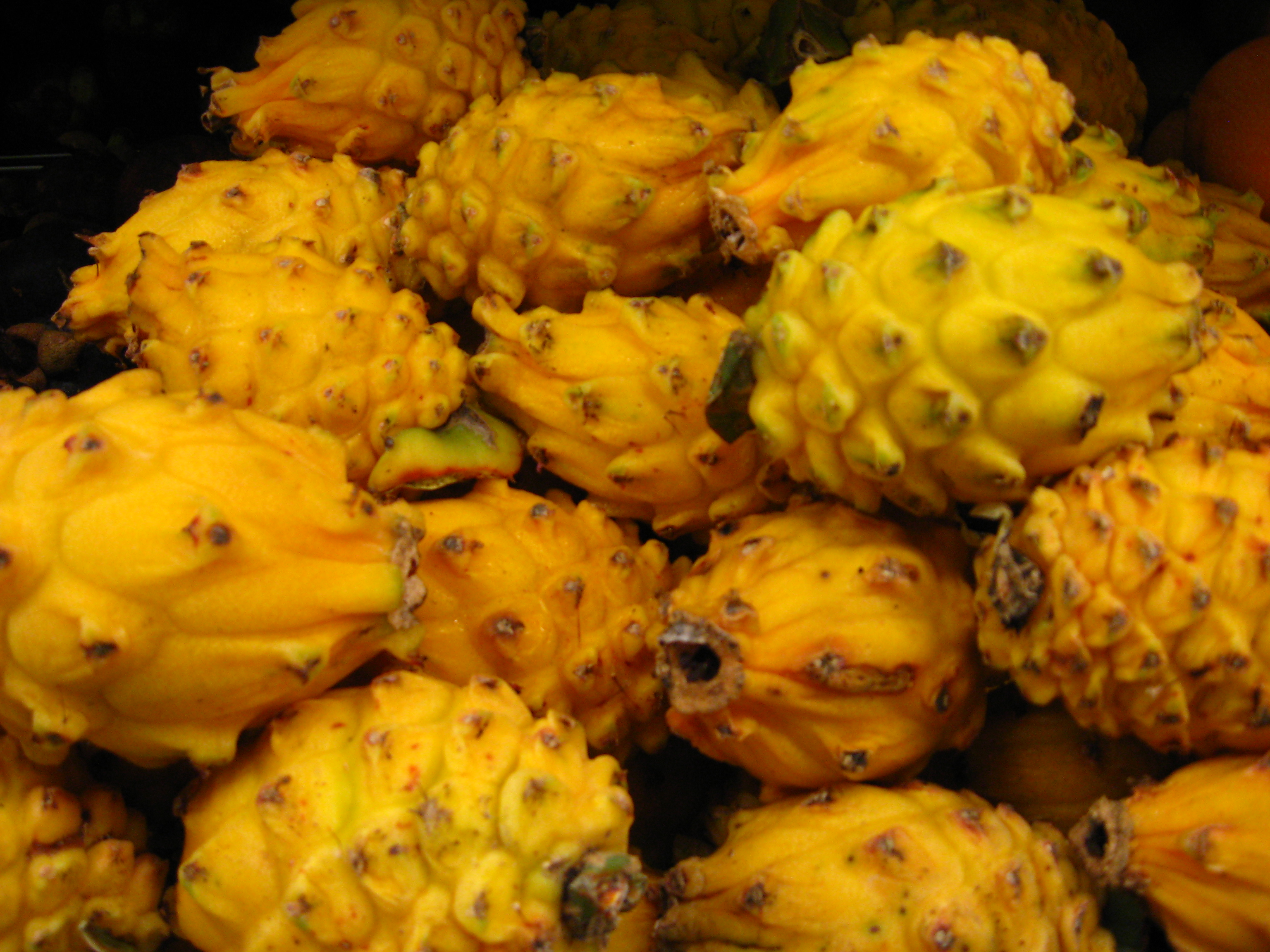
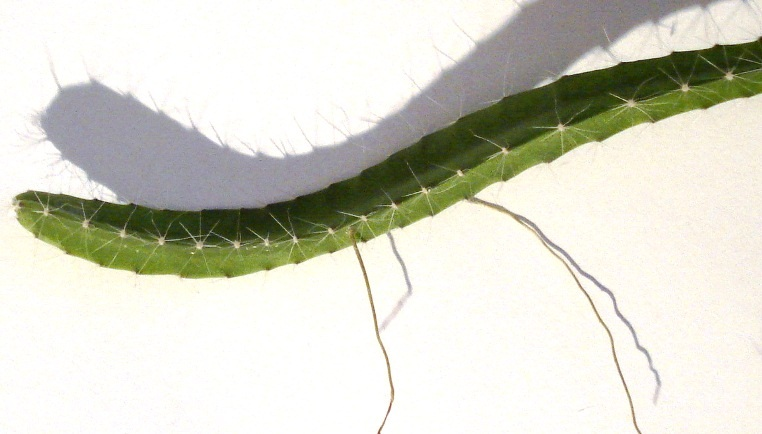